# Mbusa Nyamwisi
Antipas Mbusa Nyamwisi, född den 15 november 1949, är en Kinshasa-kongolesisk politiker.
Under det andra Kongokriget kämpade Mbusa inom motståndsrörelsen RCD mot Laurent-Désiré Kabilas regering. 1999 lämnade Mbusa och Ernest Wamba dia Wamba RCD och bildade RCD-Kisangani (RCD-K). Sedan RCD-K drivits ut ur sitt fäste i Kisangani av RCD och rwandesiska trupper gjorde Mbusa sig av med Wamba och bildade sin egen fraktion RCD-Befrielserörelsen (RCD-ML).
RCD-ML tilldelades 15 platser i Joseph Kabilas övergångsregering vid krigsslutet.
Nyamwisi bildade sedan partiet Förnyelsekrafterna som i de allmänna valen 2006 vann 26 mandat i nationalförsamlingen och sju i senaten.
Hans parti blev 2007 en del av Antoine Gizengas koalitionsregering och Mbusa utnämndes till utrikesminister. 
Internationella experter har hävdat att Mbusa fortfarande råder över egna trupper.

I mars 2023 blir Antipas Mbusa statsminister, ansvarig för regional integration..